# هال إس. سكوت
هال إس. سكوت (بالإنجليزية: Hal S. Scott)‏ هو أكاديمي أمريكي، ولد في 1943.

## وصلات خارجية
- هال إس. سكوت على موقع إن إن دي بي (الإنجليزية)